# Września
Września (česky Vřesno, německy Wreschen) je město v Polsku ve Velkopolském vojvodství v okrese Września, ležící cca 50 km východně od Poznaně. V roce 2024 zde žilo 31 759 obyvatel.

## Dějiny
Název města je odvozen od vřesu, jenž se v okolí hojně vyskytuje. Pravděpodobně se tak nejprve nazývala řeka Wrześnica a později podle řeky také místo. Vlastníkem okolní krajiny byla od 10. století rodina Poraje, která zde byla až do první poloviny 16. století. První písemná zmínka o osadě na místě dnešního Vřesna, tehdy Vresc, pochází z roku 1256. Ve 13. století se také změnilo hospodářství obce, kdy se rozvinul obchod. Město se nacházelo na cestě z Hnězdna do Pyzder a nebylo obehnáno hradbami.
V roce 1317 se obec nazývala Wressna a roku [1364] Wresna. První zmínka o obci jako o městě pochází z roku 1357 v dopise krakovského biskupa, tudíž městské právo získalo tedy již předtím. Roku 1449 se město nazývalo Wreszna, roku 1527 Wresnija a o pouhé tři roky později Wrzesznya. Během války proti Švédům bylo město v roce 1664 (podle jiných zdrojů 1656) vypáleno. Přitom zřejmě také došlo ke ztrátě dokumentů o předání městských práv. V roce 1671 byla městská práva potvrzena, město obdrželo tržní právo a také pravidelně pořádat jarmark. Současně bylo město sídlem královské celnice. Obyvatelstvo obce bylo převážně polského původu, avšak od poloviny 17. století se zde začínali usazovat také němečtí osadníci. V té době také vznikla evangelická obec. V roce 1778 evangelická obec koupila od Adama Ponińského místo pro kostel a hřbitov. O rok později přibyla ještě evangelická škola. Třetí náboženskou obcí byli Židé, kteří zde měli synagogu a hřbitov.
Roku 1793 během druhého dělení Polska připadlo město Prusku. V roce 1807 se stalo součástí Velkovévodství varšavského, aby se v roce 1815 opět vrátilo pod pruskou správu. V roce 1818 se Wrzesnia stala okresním městem v rámci Poznaňského regentství. Město bylo i nadále v soukromých rukou, vlastníkem byla rodina Ponińských. Teprve roku 1833, kdy byla polská szlachta vyvlastněna, začalo město roku 1841 samosprávu. Roku 1837 vyhořela dřevěná synagoga a roku 1875 byla nahrazena novou zděnou.
V roce 1890 mělo město 5 227 obyvatel (63 % Poláků, 25 % Němců a 12 % Židů).

## Partnerská města
- Bruz, Francie
- Garbsen, Německo
- Nottingham, Spojené království